# Satyrus espunae
Satyrus espunae är en fjärilsart som beskrevs av Ribbe 1928. Satyrus espunae ingår i släktet Satyrus och familjen praktfjärilar. Inga underarter finns listade.